# Tangino
Tangino fue un caudillo celtíbero durante la Guerra Numantina.

## Nombre
El nombre Tangino o Tancino tiene influencias celtas y germánicas, y era popular en Lusitania y otras naciones célticas de la península ibérica.

## Biografía
La tribu de pertenencia de Tangino permanece ignota. Se le suele reconocer en términos generales como un celtíbero, aunque podría haber sido oriundo de varias otras regiones debido a la frecuencia de su nombre. La tradición posterior le tiene como un antiguo mercader antes de la guerra. En cualquier caso, sus actividades y su lugar de influencia son los del clásico bandido celtíbero, por lo que se reconoce que, a falta de información sobre su origen, no cabe otra denominación mejor.
Tagino intervino en la Guerra Numantina en 141 a. C., cuando Quinto Pompeyo se encontraba batallando contra los celtíberos alrededor del oppidum de Numancia. Encabezando un contingente de guerreros, Tangino penetró en los territorios de los sedetanos, aliados de Roma, y saqueó y dio fuego a todos los asentamientos a su paso, obligando a Pompeyo a abandonar el área de Numancia y acudir a solventar los ataques. Se cree que éste podría haber sido el plan de Tangino desde el principio, ya que todos los intentos anteriores por parte de aliados de romper el cerco de Numancia atacando directamente las posiciones romanas habían sido infructuosos. Pompeyo encontró a Tangino en Salduie, donde el celtíbero, sabiéndose inferior numéricamente, movió sus fuerzas al otro lado del Ebro a fin de mantener la distancia. Sin embargo, Pompeyo lo cruzó también con tropas de caballería y les alcanzó en Ebelinum (Ayerbe), donde pudo trabar combate con ellos hasta que el grueso de su ejército llegó y derrotó los bandidos.
Se desconoce también el destino final de Tangino, aunque su nombre no es mencionado entre los caídos y capturados y se cree que pudo haber escapado a caballo. En cambio, la captura de muchos de sus hombres atrajo mucho más la atención de las fuentes a causa de la indomitabilidad que demostraron. Negándose a convertirse en esclavos o prisioneros de guerra, la mayoría de los celtíberos atrapados cometieron suicidios colectivos o murieron atacando a sus captores, hasta el punto de que los romanos tuvieron que maniatarlos para detener el derramamiento de sangre. Pompeyo intentó enviar a los supervivientes a Roma por barco, pero el resultado fue el mismo: los reos se amotinaron y barrenaron los barcos desde dentro, enviándolos a pique con ellos mismos y sus tripulaciones.
En última instancia, la empresa de Tangino no fracasó, ya que el tiempo de asueto que compró a los habitantes de Numancia resultó de vital importancia. Cuando Pompeyo volvió y retomó el asedio, sufrió tales derrotas que se vio obligado a firmar un tratado de paz.